# Harry Blanchard
Harry Blanchard, ameriški dirkač Formule 1, * 13. junij 1929, Burlington, Vermont, ZDA, † 31. januar 1960, Buenos Aires, Argentina.

## Življenjepis
V svoji karieri je nastopil le na domači in zadnji dirki sezone 1959 za Veliko nagrado ZDA, kjer je z dirkalnikom Porsche RSK privatnega moštva Blanchard Auto Co. osvojil sedmo mesto. Naslednjega leta 1960 se je smrtno ponesrečil na vzdržljivostni dirki 1000 km Buenos Airesa.

## Popolni rezultati Formule 1
(legenda) (odebeljene dirke pomenijo najboljši štartni položaj, poševne pa najhitrejši krog, †-uvrščen kljub odstopu)
| Leto | Moštvo             | Šasija      | Motor          | 1   | 2   | 3   | 4   | 5  | 6   | 7   | 8   | 9     | Prv | Toč |
| ---- | ------------------ | ----------- | -------------- | --- | --- | --- | --- | -- | --- | --- | --- | ----- | --- | --- |
| 1959 | Blanchard Auto Co. | Porsche RSK | Porsche Flat-4 | MON | 500 | NIZ | FRA | VB | NEM | POR | ITA | ZDA 7 | -   | 0   |